# 蒙蒂切利布鲁萨蒂
蒙蒂切利布鲁萨蒂（義大利語：Monticelli Brusati），是意大利布雷西亚省的一个市镇。总面积10平方公里，人口4310人，人口密度431.0人/平方公里（2009年）。国家统计（ISTAT）代码为017112。